# Charles-Henri Graf
Pour les articles homonymes, voir Graf.
Charles-Henri Graf – Karl Heinrich Graf en allemand – (né le 28 février 1815 à Mulhouse - 16 juillet 1869 à Meissen), est un théologien protestant, bibliste et orientaliste allemand.

## Biographie
Charles-Henri Graf étudia l'exégèse biblique et les langues orientales à l'université de Strasbourg sous la direction d'Édouard Reuss et, après différents postes dans l'enseignement, devint professeur de français et d’hébreu à l'école régionale de Meissen (1852).
Graf est l'un des pionniers de la critique textuelle de l'Ancien Testament. Son principal essai, intitulé « Les livres historiques de l'Ancien Testament » (Die geschichtlichen Bücher des Alten Testaments, 1866), est une démonstration de l'antériorité de la législation religieuse des livres de l’Exode, du Lévitique et des Nombres sur le Deutéronome. Conformément à la théorie reçue à l'époque, Graf convenait toutefois que le Document élohiste appartenait bien au corpus originel (Grundschrift) et se rattachait donc aux plus anciennes branches du Pentateuque.
Les raisons justifiant d'un écart de cinq siècles entre la loi religieuse et les récits élohistes étaient pour Graf si manifestes qu'elles le poussèrent à publier peu avant sa mort un essai intitulé « Le prétendu corpus du Pentateuque » (Die sogenannte Grundschrift des Pentateuchs, édition posthume, 1869), où il rabaisse le Grundschrift au rang de texte postérieur à l’exil et en fait la branche la plus tardive du Pentateuque. Cette idée avait déjà été avancée par Édouard Reuss, mais dans la mesure où Graf fut le premier à la faire connaître en Allemagne, elle est aujourd'hui dénommée, sous la forme que lui a donnée Julius Wellhausen, « hypothèse de Graf-Wellhausen ».
Graf écrivit également Der Segen Moses Deut. 33 (1857) et Der Prophet Jeremia erklärt (1862).